# Serrat del Llop (Castellcir)

El Serrat del Llop, respecte del terme de Castellcir

El Serrat del Llop és un serrat del terme municipal de Castellcir, a la comarca del Moianès.
Està situat en el sector de central-nord-oest del terme municipal de Castellcir, al sud-oest de la urbanització del Prat i a llevant de la masia de la Clariana. És també a llevant del capdamunt del Sot d'Esplugues i al nord-oest del Pla de la Llosa. De fet, l'extrem sud-oriental del Serrat del Llop és aquest pla esmentat en darrer lloc.

## Etimologia
Aquest serrat pren el nom del llop, animal que antigament existia en gran abundància en aquest paratge.